# تانگرهوته
شهر تانگرهوته (به آلمانی: Tangerhütte) در ایالت زاکسن-آنهالت در کشور آلمان واقع شده‌است.